# Tề Ất công
Tề Ất công (chữ Hán: 齊乙公), tên thật là Khương Đắc (姜得), là vị vua thứ ba của nước Tề - chư hầu nhà Chu trong lịch sử Trung Quốc.
Ông là con trai của Tề Đinh công – vua thứ 2 nước Tề.
Sử ký không nêu rõ thời gian ông làm vua nước Tề bắt đầu và kết thúc khi nào. Các sự kiện lịch sử trong thời gian ông làm vua cũng không rõ. Sau khi mất ông được truy tôn là Tề Ất công. Con ông là Khương Từ Mâu lên thay, tức là Tề Quý công.